# NGC 7458
NGC 7458 (другие обозначения — PGC 70277, UGC 12309, MCG 0-58-20, ZWG 379.22) — эллиптическая галактика (E) в созвездии Рыбы.
Этот объект входит в число перечисленных в оригинальной редакции «Нового общего каталога».